# West-Indisch cricketelftal (mannen)
Brits West-Indië (Engels: West Indies, bijnaam Windies) is een team dat meerdere landen en gebieden in het Caribisch gebied vertegenwoordigt in het cricket. Het team wordt gezien als een van de beste in de wereld. Het heeft sinds 1928 de status van testnatie.

## Landen en gebieden
Bij de West Indies Cricket Board zijn tien soevereine staten en vijf afhankelijke territoria aangesloten. Het gaat dan om de landen Antigua en Barbuda, Barbados, Dominica, Grenada, Guyana, Jamaica, Saint Kitts en Nevis, Saint Lucia, Saint Vincent en de Grenadines en Trinidad en Tobago. Verder de Britse afhankelijke gebieden Anguilla, Montserrat en de Britse Maagdeneilanden, plus de Amerikaanse Maagdeneilanden en het Nederlandse land Sint Maarten.

## Vlag en tenue
Omdat het cricketteam van de Windies meerdere landen vertegenwoordigt is er een speciale vlag ontworpen. De huidige vlag is sinds 1999 in gebruik en toont een klein zonnig eiland met een palmboom en een wicket op een kastanjebruine/donkerrode achtergrond. Tot 1999 werd een ontwerp uit 1923 gebruikt zonder wicket en zon, maar met een sterrenbeeld.
In testcricket spelen teams altijd in het wit, maar in eendagswedstrijden (zowel ODI als T20) speelt het West-Indisch cricketelftal in een maroon (kastanjebruin of donkerrood) gekleurd shirt en broek.

## Successen
Het cricketteam is erg succesvol. Het won het wereldkampioenschap cricket in 1975 en 1979. Daarnaast waren ze finalist in 1983. In 2004 wonnen ze de ICC Champions Trophy, het enige andere grote internationale toernooi met de toplanden in het cricket.
In de afgelopen jaren is het team iets teruggezakt en heeft het niet de successen uit de jaren zeventig kunnen evenaren. Toch hebben de West-Indies ook in de afgelopen jaren een aantal van de beste cricketers in de wereld voortgebracht. Vooral Brian Lara wordt gezien als de beste batsman in de jaren 90.
Het Wereldkampioenschap Twenty20, dat sinds 2007 op de kalender staat, wonnen ze anno twee keer; in 2012 en 2016.

## Resultaten op internationale toernooien

### Wereldkampioenschap
| 1975 · Winnaar 1979 · Winnaar 1983 · Tweede 1987 · Eerste ronde | 1992 · Eerste ronde 1996 · Halve finale 1999 · Eerste ronde 2003 · Eerste ronde | 2007 · Tweede ronde 2011 · Kwartfinale 2015 · Kwartfinale 2019 · Eerste ronde |

### Wereldkampioenschap Twenty20
| 2007 · Eerste ronde 2009 · Halve finale | 2010 · Tweede ronde 2012 · Winnaar | 2014 · Halve finale 2016 · Winnaar |

### Wereldkampioenschap testcricket
| 2021 · Onderweg |

### Overige belangrijke toernooien
| ICC Champions Trophy | ICC World Cup Qualifier (ICC Trophy)                      | Gemenebestspelen      |
| --- | --------------------------------------------------------- | --------------------- |
| - 1998: Tweede - 2000: Eerste ronde - 2002: Eerste ronde - 2004: Winnaar - 2006: Tweede - 2009: Eerste ronde - 2013: Eerste ronde - 2017: Niet gekwalificeerd | - 1997-2014: Direct voor WK gekwalificeerd - 2018: Tweede | - 1998: Geen deelname |